# خانه امیرفاطمی
خانه امیرفاطمی مربوط به دوره پهلوی است و در تبریز، خیابان راسته کوچه، کوچه صدرالدینی واقع شده و این اثر در تاریخ ۱۳ خرداد ۱۳۸۶ با شمارهٔ ثبت ۱۹۲۰۷ به‌عنوان یکی از آثار ملی ایران به ثبت رسیده است.